# Kuća Tomić u Visu
Kuća Tomić u gradiću Visu, Ribarska 22, zaštićeno kulturno dobro.

## Opis dobra
Kuća se nalazi u predjelu Kut u Visu. Pročeljem je okrenuta Ribarskoj ulici. Kuća se nalazi u manjem bloku koji je nepravilnog, pravokutnog tlocrta. Jedini slobodni zid je pročelni, okrenut prema zapadu. Ostali zidovi kuće su zaklonjeni u bloku. Pročelni zid kuće je ostatak mnogo starije zgrade, a ostali su dijelovi sagrađeni naknadno, iznad dijelova romaničke kuće. Kuća je bila jednokatnica s dvostrešnim krovom. Krov sadašnje kuće je uvučen prema istoku.Sačuvana su pravokutna vrata u prizemlju s masivnim romaničkim arhitravom, koja su zazidana, kao i romanički prozor sa srpastim lukom na katu kuće. Na južnom dijelu prizemlja pročelnog zida su u novije vrijeme otvorena dva otvora. Iznad novijih vrata prizemlja je izduženi renesansni prozor. Kuća predstavlja najstariji sačuvani primjer stambene arhitekture u gradu Visu.

## Zaštita
Pod oznakom Z-5669 zavedena je kao nepokretno kulturno dobro - pojedinačno, pravna statusa zaštićena kulturnog dobra, klasificirano kao "stambene građevine".